# Hořepník
Hořepník (en allemand : Horschepnik) est une commune du district de Pelhřimov, dans la région de Vysočina, en République tchèque. Sa population s'élevait à 644 habitants en 2024.

## Géographie
Hořepník est arrosée par la Trnava, un affluent de la Želivka, et se trouve à 9 km au nord-est de Červená Řečice, à 12,5 km au nord-ouest de Pelhřimov, à 37,5 km à l'ouest-nord-ouest de Jihlava à 81 km au sud-est de Prague.
La commune se compose de deux sections séparées par Bořetice. La section principale est limitée par Buřenice et Arneštovice au nord, par Rovná à l'est, par Bořetice au sud-est, par Samšín au sud et par Lesná à l'ouest. Le quartier de Mašovice, qui forme l'autre section de la commune, est limité par Rovná au nord, par Červená Řečice à l'est, par Útěchovice au sud et par Bořetice à l'ouest .

## Histoire
La première mention écrite de la localité date de 1252.

## Galerie

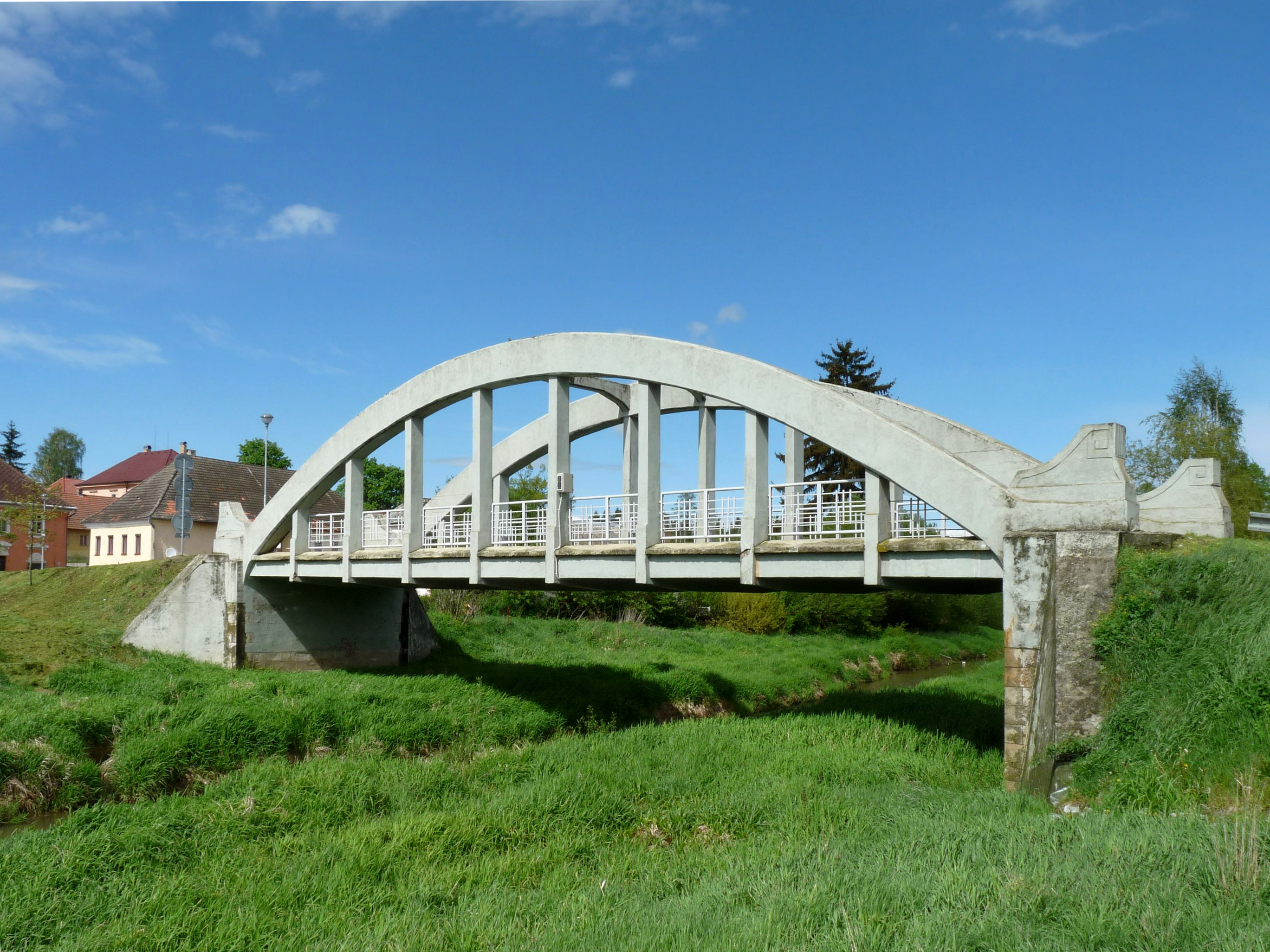
Pont sur la Trnava (1912).
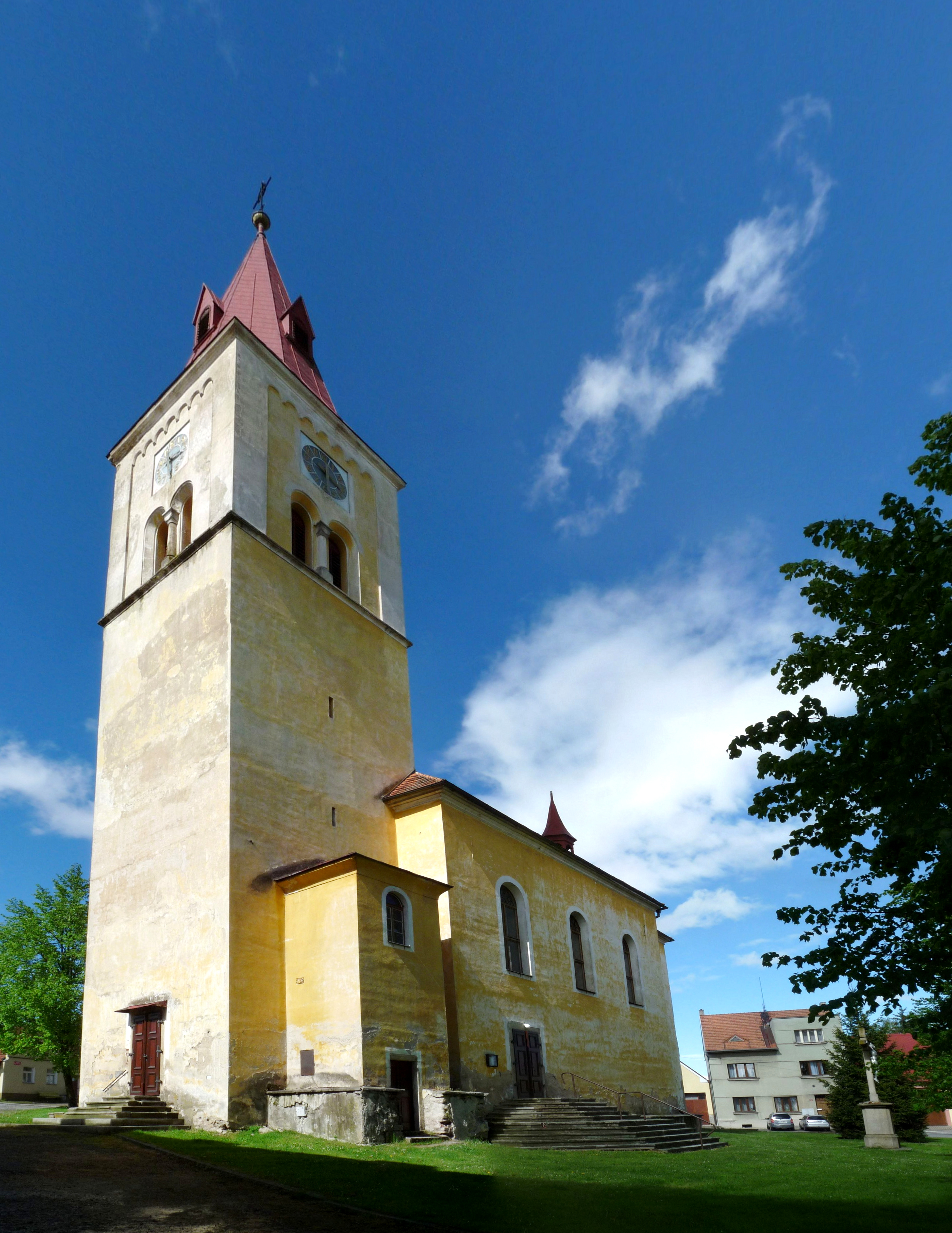
Église de la Sainte-Trinité.

## Administration
La commune se compose de quatre sections :
- Březina
- Hořepník
- Mašovice
- Vítovice

## Transports
Par la route, Hořepník se trouve à 10,5 km de Červená Řečice, à 16 km de Pelhřimov, à 47 km de Jihlava à 101 km de Prague.